# Lanai City
Lanai City är en stad på ön Lanai i Maui County, Hawaii, USA med cirka 3 164 invånare, enligt 2000 års folkräkning. Eftersom staden utgör i princip hela öns befolkning fungerar staden som öns huvudsakliga kommersiella område. Många av öarnas restauranger och butiker finns i stadens torg, som omger Dole Park.